# Reial Monestir de Nostra Senyora de la Ràpita
El Reial Monestir de Nostra Senyora de la Ràpita és un antic monestir del qual en queden restes a la Ràpita (Montsià) inclòs a l'Inventari del Patrimoni Arquitectònic de Catalunya.

## Descripció
El mur és ocult dins un magatzem, només és visible des del carrer l'espadanya, de carreus, en forma d'arc de mig punt i remat lleugerament inclinat a doble vessant. Les restes històriques estan voltades d'edificis moderns.
Sota l'espadanya hi ha la cantonada del mur, feta amb carreus regulars.

## Història
Hi havia un monestir-fortalesa o "ribbat", anterior a la conquesta cristiana del segle xi. El 1097, Ramon Berenguer III el concedí al monestir de Sant Cugat i la cessió va ser reconeguda pel Papa l'any 1120. Va dependre dels benedictins fins al 1260, quan fou venut als hospitalers. Aquests hi establiren, al segle xiii, una comunitat femenina de l'orde, que rebé protecció reial el 1304 (donació de la torre de la Ràpita). Situades les monges des del principi en paratge bastant erm i exposat a la pirateria sarraïna, passaren perills constants que s'agreujaren el segle xvi, finalment la comunitat decidí traslladar-se el 1579 a Tortosa amb la imatge de la Mare de Déu de la Ràpita, dipositant la campana a l'església d'Amposta. Això significà l'abandó del monestir, que patí greus destruccions el 1610 amb l'expulsió dels moriscos pel port dels Alfacs durant 4 mesos.
Al plànol del 1718 del projecte de bateria hi apareixen les dependències anteriors i entre elles, amb la lletra "C", la capella, al lloc que ara ocupa l'espadanya i que era vora els quarters de tropa, que era l'antic monestir.